# Cumbres de Enmedio
Cumbres de Enmedio ist eine Stadt und Gemeinde in der Provinz Huelva, Spanien. 2024 hatte die Gemeinde 61 Einwohner. Die Gemeinde hat eine Fläche von 14 km² und liegt 593 m über dem Meer.